# Mbessa
Le mbessa (mbesa) est une langue ring parlée au Cameroun, voisine du kom, du Noone ou Noni, de l'Oku. Le mbessa est la langue du peuple du royaume (fondom) de Mbessa situé dans le département de Boyo dans la région anglophone du Nord-Ouest au Cameroun. 